# Берганьо-и-Вильегас, Симон
Симон Берганьо-и-Вильегас (1781—1828) — гватемальский прозаик, поэт, журналист. Политик.

## Биография
Предположительно, родился в Испании, хотя бо́льшую часть своей жизни прожил в Гватемале. В результате несчастного случая стал инвалидом и всю жизнь пользовался костылями.
Самоучка, большой любитель изучения трудов энциклопедистов.
Был поэтом-басенником, автором лирической и сатирической поэзии.
В 1804 году начал публиковать свои стихи в «La Gazeta» под псевдонимом Bagoñer de Sagelliú. Его произведения с критикой против славословия священников оскорбили церковные власти. В 1806 году он стал редактором «La Gazeta», в которой опубликовал несколько литературных работ в жанре плутовского романа. В том же году архиепископ Луис Пеньяльвер и Карденас осудил его статью Hermafroditas и обвинил Вильегаса в том, что она полна самолюбования и разлагающая мораль мыслей. Давление прелата способствовало тому, что церковные власти конфисковали его богатую библиотеку.
Будучи журналистом, писал об экономике, торговле, образовании, науке и философии. В 1805 году опубликовал в газете статью, содержащую открытую критику пороков колониальной политической системы и предложил кардинальные реформы.
В 1808 году перебрался в Гавану на Кубе, что было истолковано, как депортация, за подстрекательство к беспорядкам ремесленников в окрестностях Сан-Себастьяна. На Кубе основал газету «Correo de las Damas», публикации которой были приостановлены по распоряжению епископа, после чего он сотрудничал с газетами «El Patriota Americano» и «Diario Cívico».

## Избранные произведения
- La vacuna, canto dirigido a los jóvenes (поэма, 1808)
- El lorito y El Poeta y el loro
- El desengañado o despedida de la Corte
- Elogio de la vida del campo (1814)
- Oda de mi primer malicia (стихи)
- Silva de economía política (публицистика)